# Nachal Ce'elim
Nachal Ce'elim (hebrejsky נחל צאלים) je vádí v jižním Izraeli, na pomezí severovýchodního okraje Negevské pouště a v Judské poušti.
Začíná v nadmořské výšce okolo 550 metrů v mírně zvlněné pouštní krajině na západním okraji města Arad, severně od dálnice číslo 31. Směřuje pak k severozápadu a severu, přičemž z východu míjí archeologickou lokalitu Tel Arad. Postupně se zařezává do okolního terénu a odklání se směrem k severovýchodu. Od severozápadu sem ústí vádí Nachal Tov, od jihu sem od města Arad přitéká vádí Nachal Dumija s přítokem Nachal Chesed a od severu vádí Nachal Leta'ot. V těchto místech Nachal Ce'elim opouští Negevskou poušť s řídce rozptýleným beduínským osídlením a vstupuje do hornaté a zcela neobydlené Judské pouště, kterou probíhá stále hlubším kaňonem. Míjí tu hory Har Leta'ot, Har Gavnunim nebo Har Ce'elim a od jihu přijímá vádí Nachal Siman, Nachal Clalit či Nachal Oznan. Vádí se pak stáčí spíše k východu, byť s četnými zákrutami. Od jihozápadu sem zprava ústí Nachal Cfira, od severu Nachal Šafan. V tomto úseku již údolí Nachal Ce'elim tvoří mimořádně hlubokou terénní rýhu s převýšením mezi dnem a vrcholem okolních svahů okolo 300 metrů. Severní straně kaňonu dominuje hora Har Namer, na jižní jsou to Har Na'ama a Har Anuv. Vádí je zde turisticky využívané. Nachází se zde vodopády a jezero Brejchat Na'ama (בריכת נעמה). Směr toku se zároveň mění opět na severovýchodní. Od jihu sem ústí Nachal Garni a Nachal Anava. Od severozápadu sem přitéká podobně mohutným kaňonem vádí Nachal Harduf. Hloubka údolí roste na cca 400 metrů a vádí prudce klesá průrvou do příkopové propadliny u Mrtvého moře. Zde kaňon náhle končí a Nachal Ce'elim vede v dolním úseku rovinou na dně této příkopové propadliny. Severně od starověké pevnosti Masada podchází dálnici číslo 90 a ústí do Mrtvého moře.